# Etno Engjujt
Etno Engjujt war eine kosovarische Rap-Gruppe aus Priština. Die Gruppe besteht aus den zwei MCs Genc Prelvukaj aka Groph Monte und  Milot Hasangjekaj aka Mc`M.

## Bandgeschichte

### Die Anfänge
Etno Engjujt wurde im Jahr 1995 von Groph Monte und Mc'M gegründet. Ihre Texte handeln hauptsächlich vom Leben im Kosovo und in ihrem Wohnort Priština.
Ihre Texte haben sich parallel mit der Situation in Kosovo entwickelt. Vor dem Krieg im Kosovo handelten ihre Texte meist von der Situation der Albaner. In dieser Zeit hatte die Gruppe nur mäßigen Erfolg, da sich der Rap in Kosovo noch nicht etabliert hatte.

### Nach dem Krieg
Nach dem Kosovo-Krieg beschreiben sie hauptsächlich das Leben junger Kosovaren, d. h. ihrer Zielgruppe. Nun rappen sie auch über jugendliche Themen wie z. B. Partys, Frauen, Sex usw. Oft aber verwenden sie ihre Songs auch als Werkzeug, um die Unterschiede im Kosovo vor und nach dem Krieg zu verdeutlichen (z. B. in dem Lied Jovo aus dem Album Etno Engjujt, das im Jahr  2003 erschien).
Im Jahr 2005 erschien ihr neustes Album Vitamin E welches 20 Tracks enthält. Auch hier ist das Themenspektrum sehr groß. Auf diesem Album befindet sich unter anderem das Lied Albanian, das zum erfolgreichsten Lied seiner Zeit in Kosovo zählte. Zu dem Song gibt es auch ein Video, das auf jedem albanischen Sender lief und noch läuft. In diesem  Song beschreiben die MCs, was es für sie bedeutet, Albaner zu sein. Sie drücken hier auf sehr poetische Weise ihren Patriotismus aus. Im Video zeigen sie viele albanische Persönlichkeiten wie z. B. Mutter Teresa. Mit diesem Lied erreichten sie nicht nur Erfolg bei Jugendlichen, sondern auch bei älteren Personen, die keine Hip-Hop-Fans sind. 
Die beiden MCs haben mittlerweile ihr eigenes Black-Music-Label PRC Records („PRC“ steht für „Prishtina City“).

## Diskografie
Alben
- 1999: Dua te jetoj me mire
- 2001: The Dynasty
- 2003: Etno Engjujt
- 2005: Vitamin E
- 2007: 10She
- 2009: Ethnomenon
- 2012: 7th Chapter